# .sv
‎.sv‏ دامنه اینترنتی اختصاص داده شده به کشور السالوادور است.